# Colonización francesa de América

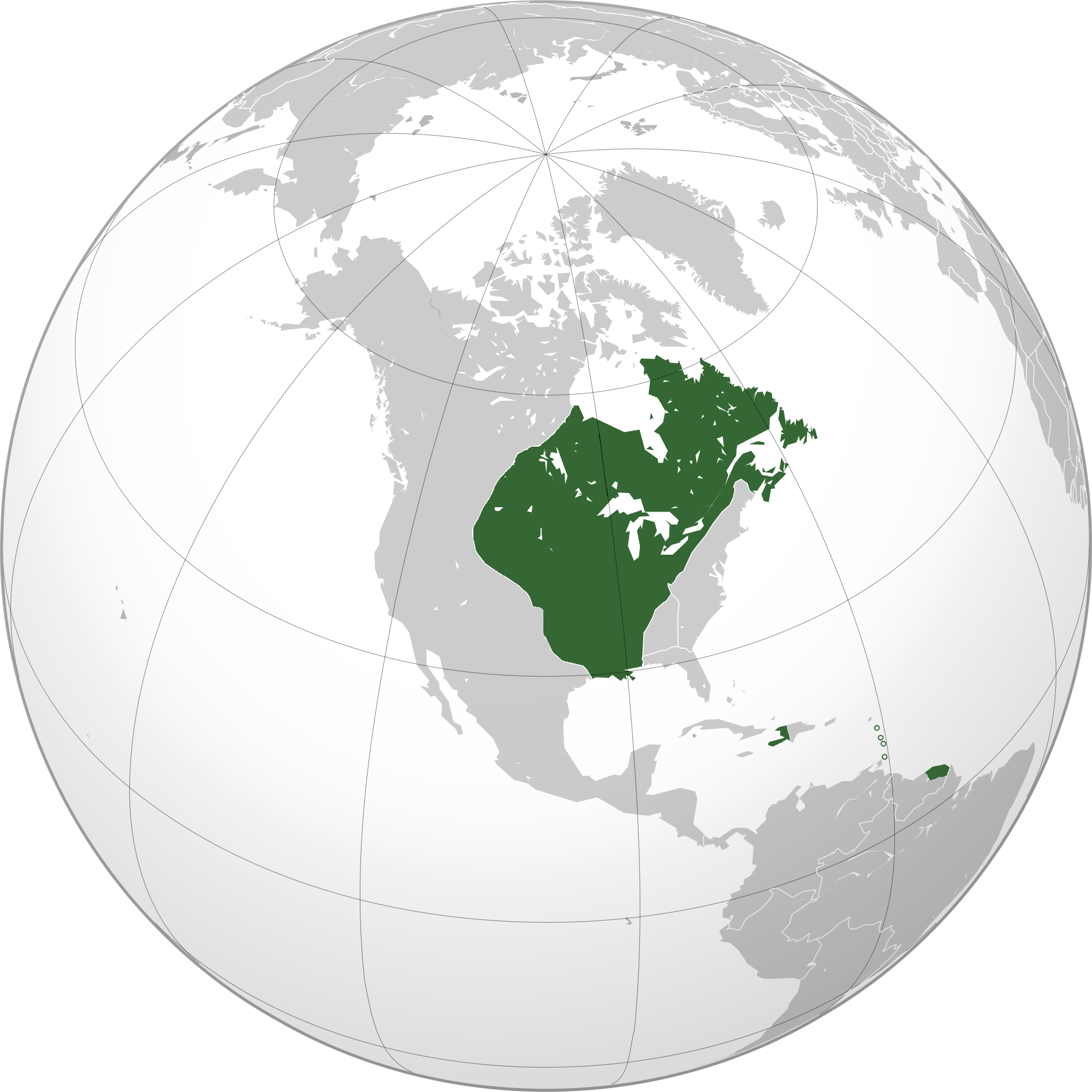
Posesiones francesas en América.

La colonización francesa de América consistió en la expansión del imperio francés en este continente. 
Se inició en el siglo XVI por Jacques Cartier, padre de la colonización francesa de América. Los territorios franceses de mayor entidad fueron Nueva Francia (actuales Canadá y EE. UU.), Luisiana Francesa, Antillas Francesas, Guayana Francesa o Saint-Domingue (Haití). Además, ocupó numerosas islas de las Antillas menores como Granada o San Cristóbal, además de otros territorios como Florida francesa, islas Malvinas, México, Francia Equinoccial (São Luís, Brasil) o Francia Antártica (Río de Janeiro, Brasil). 
Francia ha conservado territorios en América como la Guayana Francesa, Antillas Francesas, además de otros territorios como San Pedro y Miquelón o isla Clipperton.

## América del Norte

### Expediciones de Verrazano y Cartier

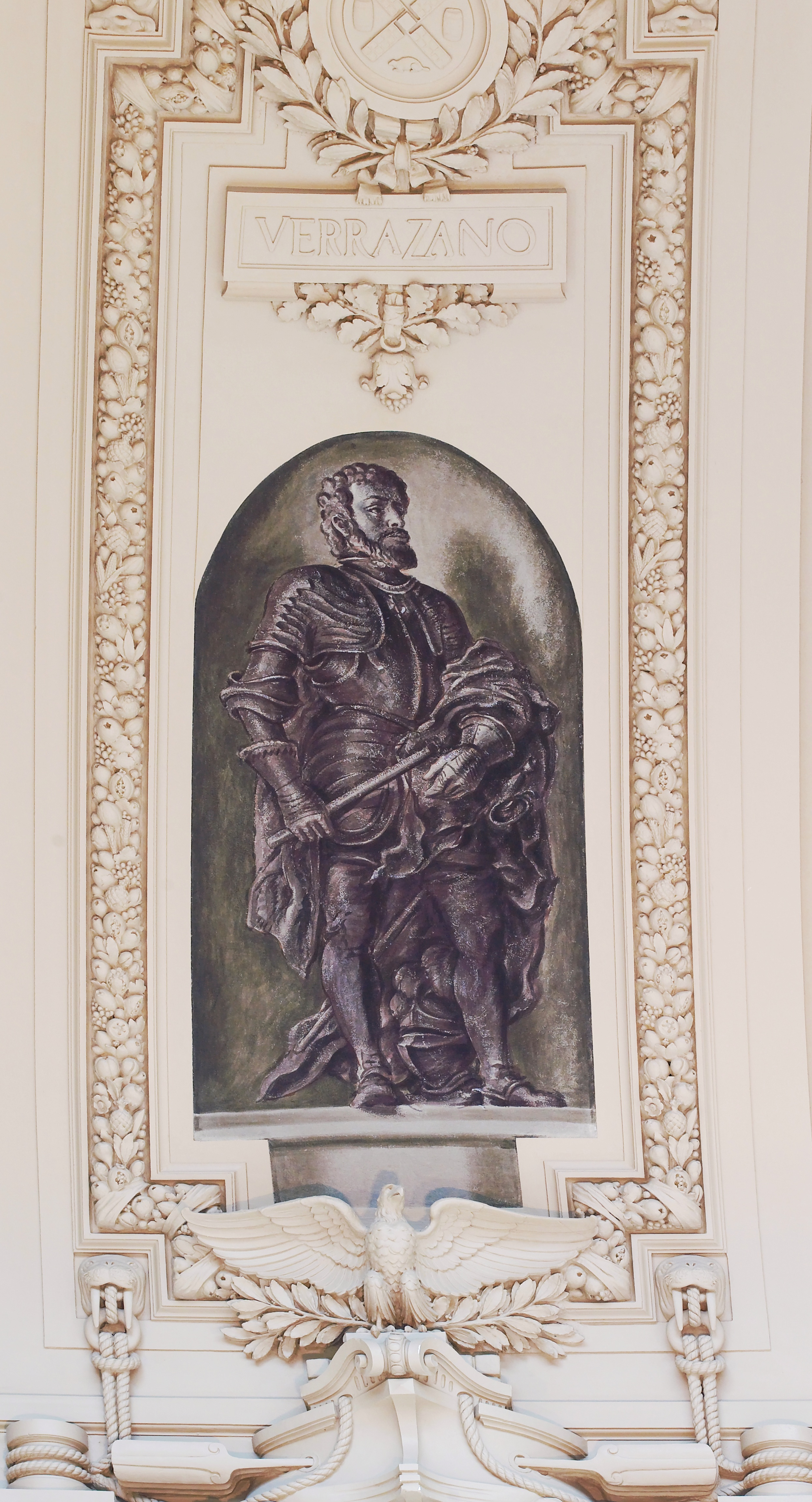
Giovanni da Verrazano situado en la rotonda del Alexander Hamilton U.S. Custom House, Nueva York, EE. UU.

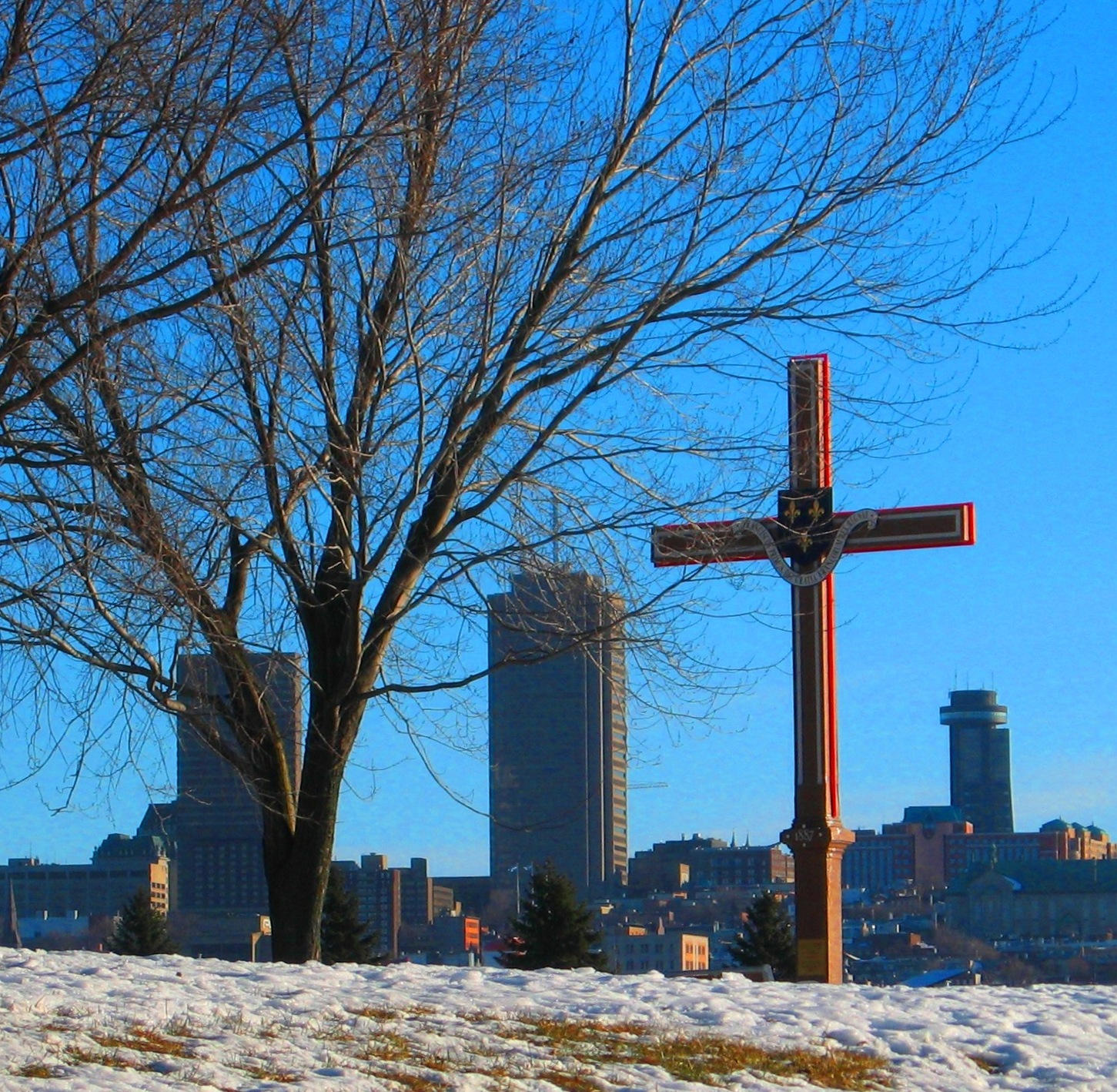
Sitio Histórico Nacional Cartier-Brébeuf en Quebec, Canadá.

Oponiéndose al monopolio hispano-luso de América establecido en el Tratado de Tordesillas, Francisco I promovió la exploración de Norteamérica. En 1524 propició la expedición del toscano Giovanni da Verrazano que exploró de la costa Atlántica entre Florida y Terranova. Después, en 1534 la expedición de Jacques Cartier exploró Terranova y el río San Lorenzo en búsqueda de un paso hacia el Pacífico y el legendario reino de Saguenay. Cartier emprendió el intento de conquista del territorio mediante acciones bélicas o alianzas con los indígenas iroqueses fundando el fuerte de Charlesbourg-Royal, actual Quebec (1541). Sin embargo, las revueltas iroquesas expulsaron a los franceses en 1543.

### Florida francesa (1562-1565)
De 1562 data la expedición de Jean Ribault para establecer la colonia de la Florida francesa. René Goulaine de Laudonnière con colonos hugonotes fundó fort Charlesfort (1562) en Parris Island en Carolina del Sur, EE. UU. y fort Caroline (1564) en Florida, EE. UU. Ante la amenaza francesa sobre la Florida Española, Pedro Menéndez de Avilés fundó San Agustín (1565) y expulsó a los franceses del territorio español. 

### Nueva Francia (1534-1763): Acadia, Plaisance, Canadá, Pays-d'en-Haut y Luisiana
Tras ser abandonados los asentamientos de Cartier en 1543, el interés francés por Norteamérica se reanudó en el siglo XVII, cuando el rey Enrique IV permitió el establecimiento de Tadoussac (1600) en la actualidad Quebec, Canadá, en territorio innu, cuyo principal interés era el peletero. Siguieron los efímeros establecimientos en Acadia de Isla Saint Croix (Maine, EE.UU) en 1604 y de Port Royal (Nueva Escocia, Canadá) en 1605, que fue abandonado en 1613. Champlain refundó Quebec en 1608, con una alianza con los hurones y los outaouais contra sus enemigos tradicionales, los iroqueses. El propósito era atraer a los comerciantes de pieles franceses a Nueva Francia a través de la Compagnie des Cent- Associés. Sin embargo, durante la guerra Anglo-Francesa de 1628 a 1632 el hugonote francés David Kirke, al servicio de Inglaterra, sitió Quebec. A partir de 1634 comenzó la misión evangelizadora jesuítica y se fundaron Trois-Rivières y Villa María de Montreal, actual Montreal. Sin embargo, las duras condiciones climáticas, enfermedades como el escorbuto y las campañas iroquesas (guerra de los Castores) ralentizaron el desarrollo económico de la colonia, que para 1663 sólo contaba con 2.500 colonos europeos. El aumento de la población fue promovido por Luis XIV quien facilitó la migración de Las Hijas del Rey para formar familias de colonos franceses, aumentando la población a 15.000 vecinos en 1689. De 1689 a 1697, lucharon contra los ingleses en la guerra de la Liga de Augsburgo. En 1690 y 1711, la ciudad de Quebec resistió con éxito los ataques de los ingleses desde la provincia de la Bahía de Massachusetts.

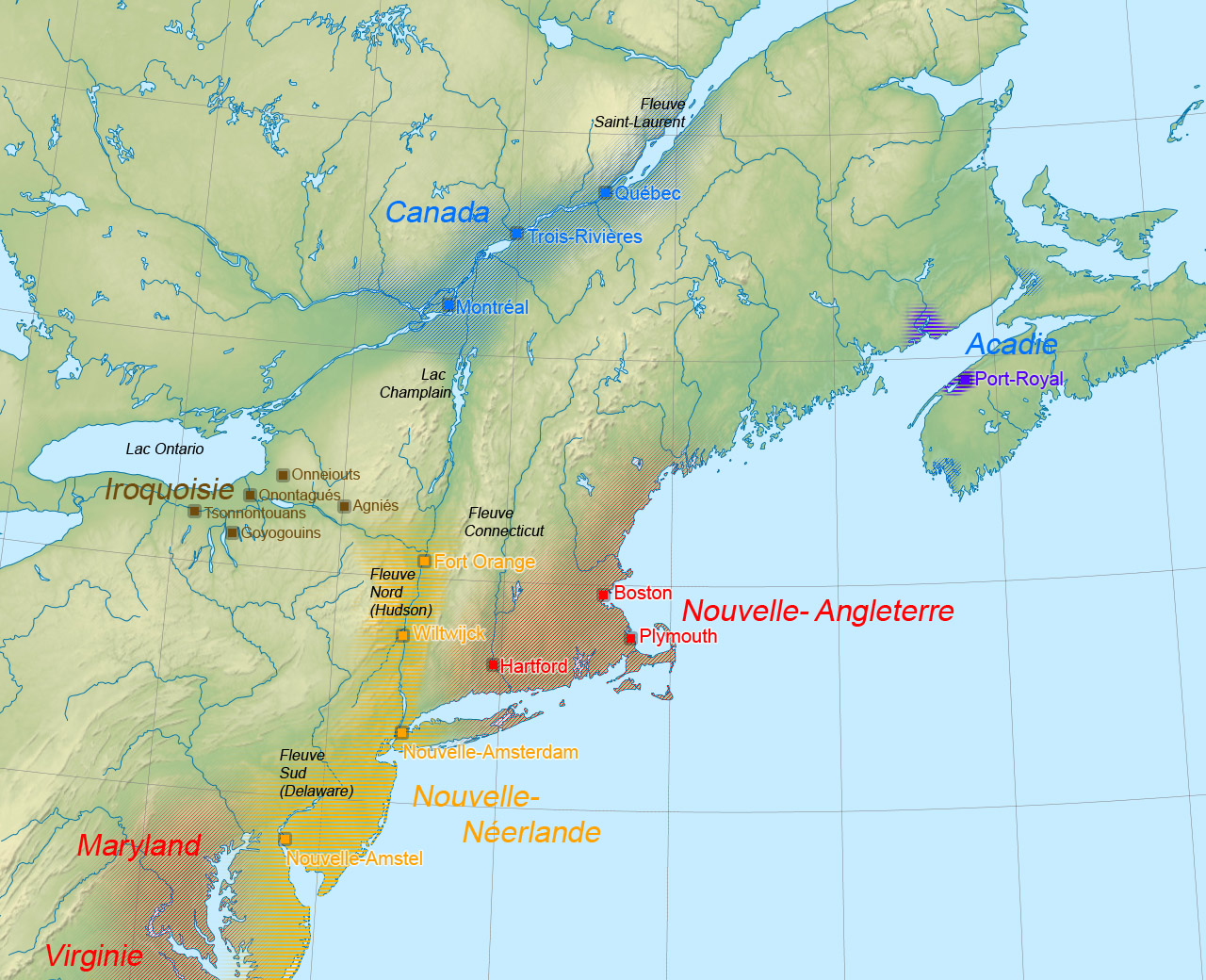
Colonias europeas en Norteamérica (1664)
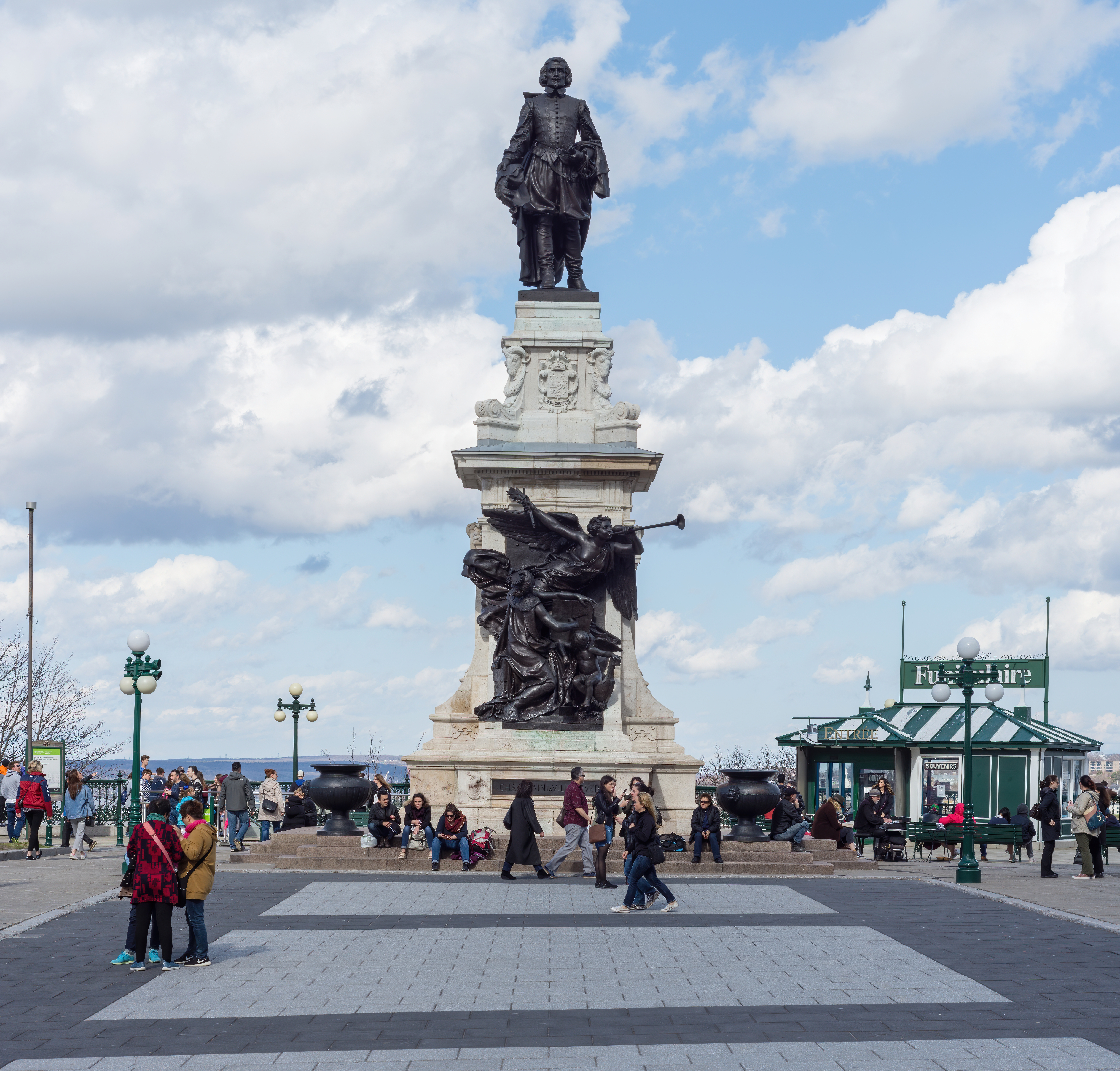
Estatua de Samuel de Champlain, Viejo Quebec (Canadá)
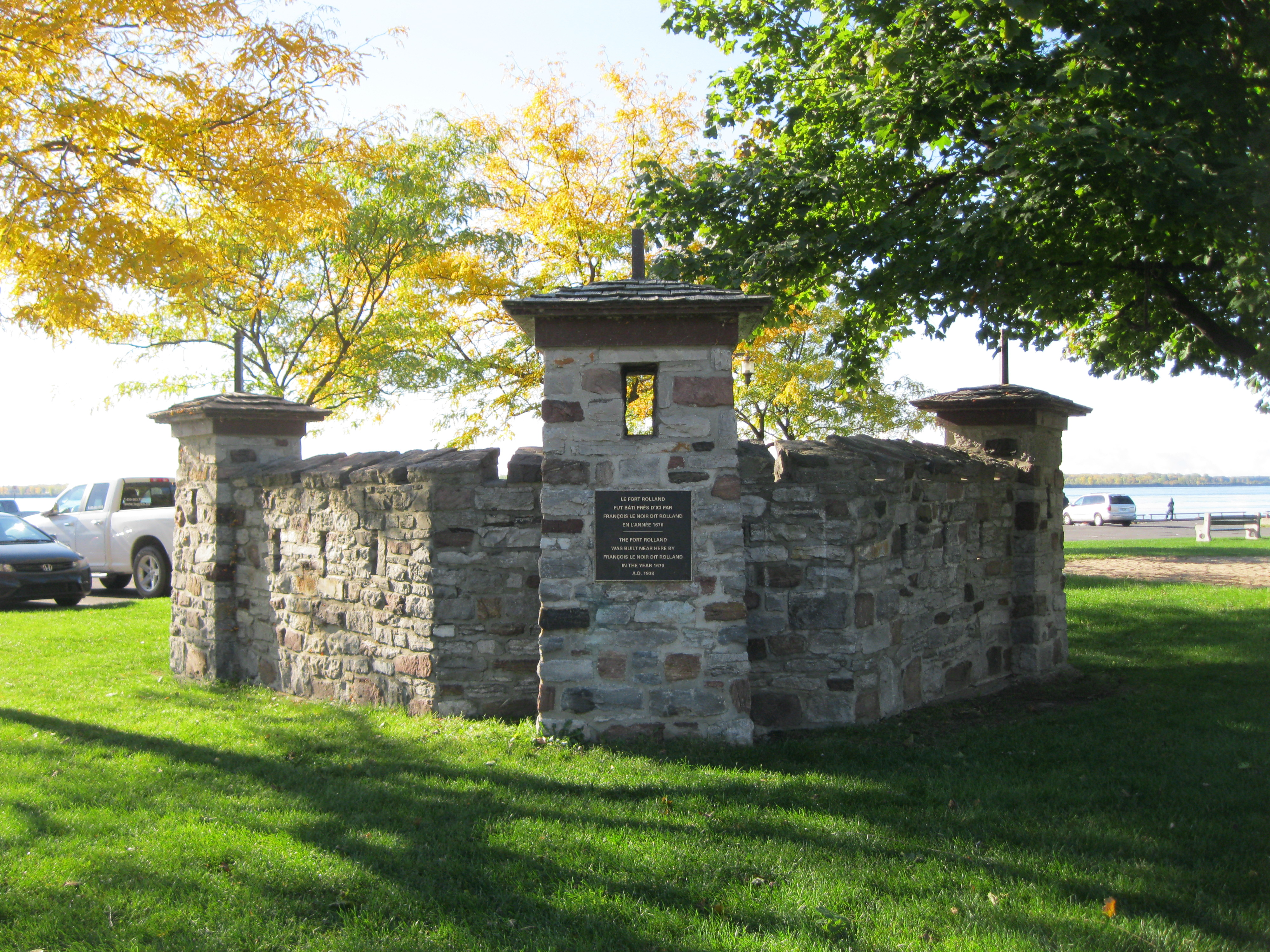
Fuerte Rolland (1669) en Lachine (Montreal, Canadá)

El territorio bajo soberanía francesa se dividió territorialmente en Canadá, Acadia, Bahía de Hudson, Terranova y Luisiana. 
Tras el Tratado de Utrech (1713) que resultó en un rey Borbón en España, Inglaterra obtuvo la soberanía de Acadia, Terranova y la bahía de Hudson. El empleo de mano de obra esclava procedente del comercio triangular comenzó en 1730. Sin embargo, la presión desde las Trece Colonias inglesas fue constante, apoyada por la capacidad bélica de éstas, con quince veces más población que Nueva Francia. Las presiones anexionistas de Inglaterra se reanudaron de 1744 a 1748 y nuevamente en 1754. En 1755 unos 15.000 acadianos de origen francés fueron deportados de la Nueva Escocia inglesa. La guerra de los Siete Años entre Francia e Inglaterra resultó en la invasión Inglesa de Canadá (1760), que por el Tratado de París (1763) pasó a soberanía Inglesa.

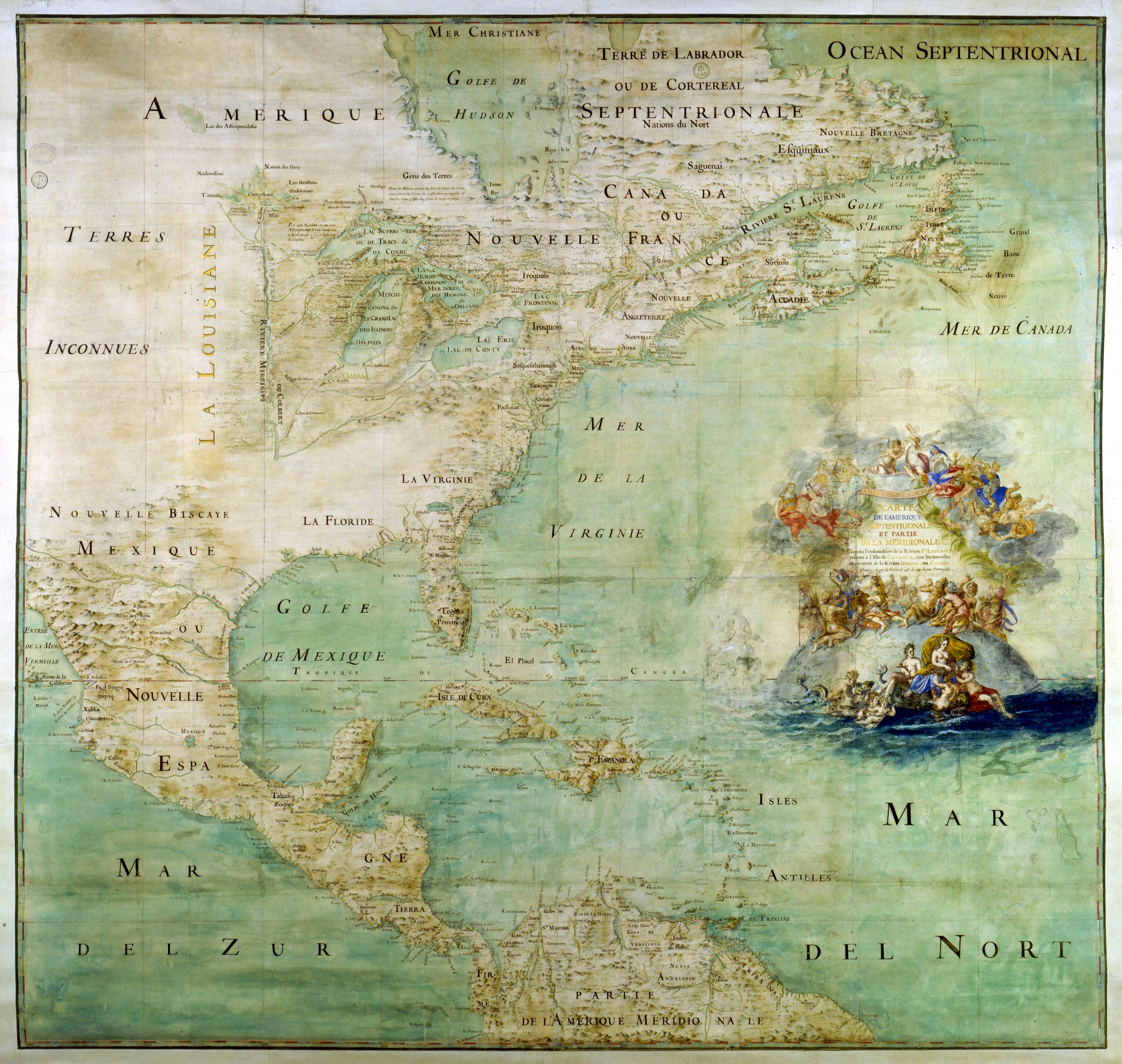
Costa atlántica de América (1681)
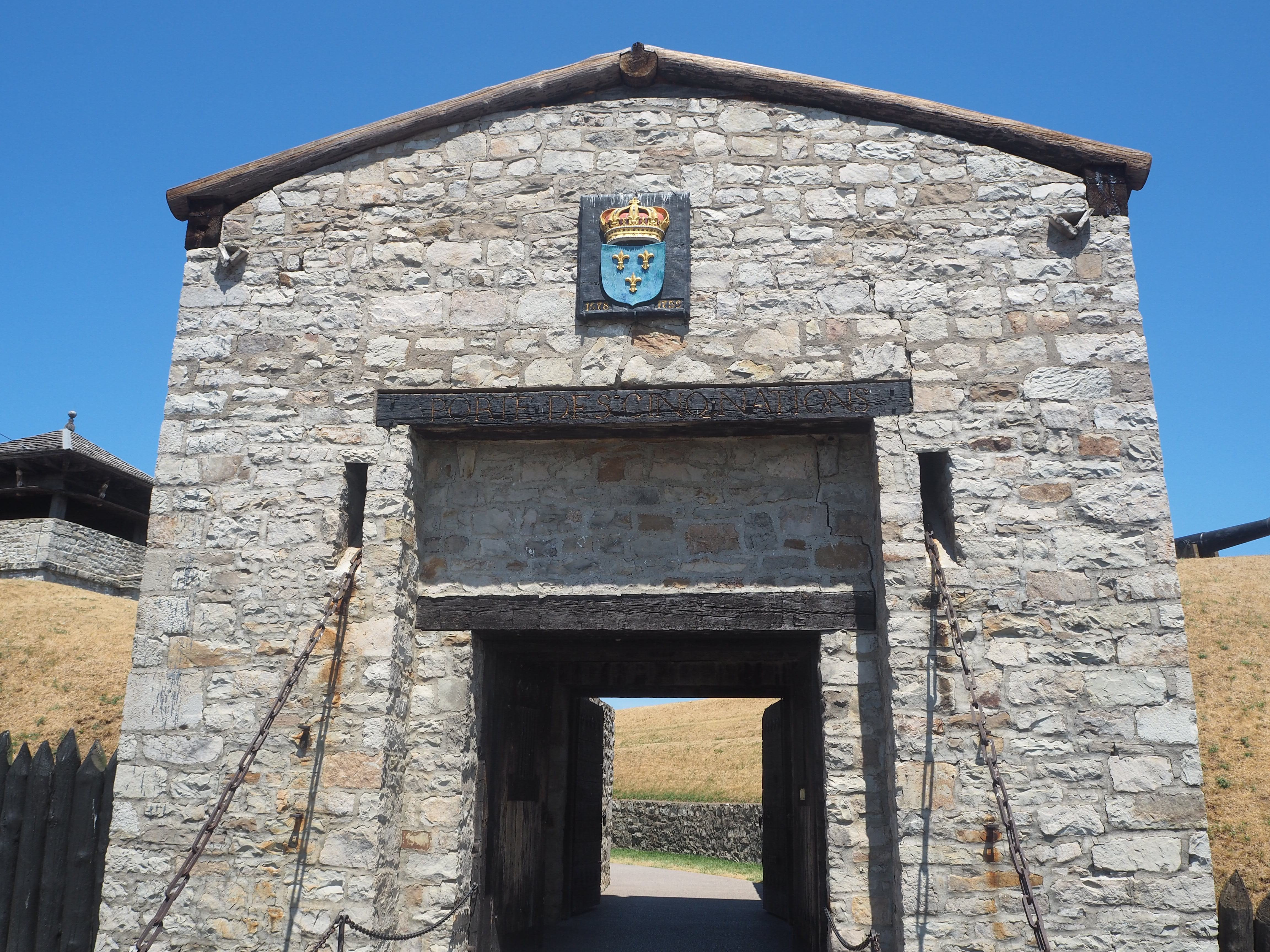
Fuerte Niágara junto al río Niágara (1726) (Youngstown, EE.UU.)
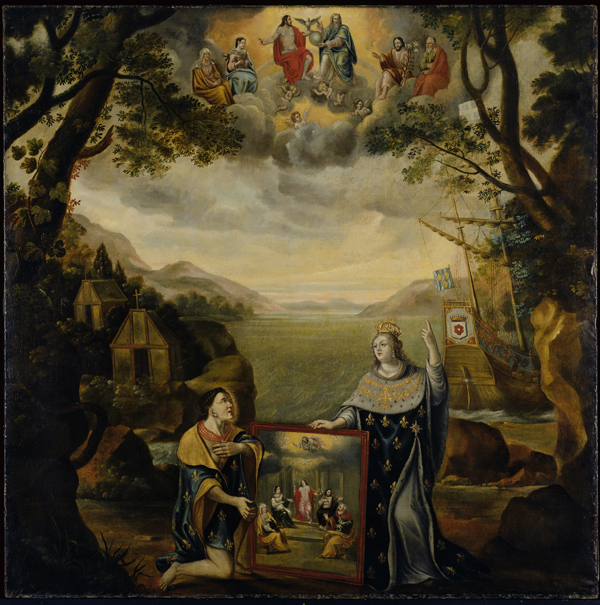
La France apportant la foi aux Hurons de la Nouvelle-France (1670) Convento de las Ursulinas de Quebec (Canadá)

#### Nueva Francia: la Luisiana (1682-1763) y (1803-1804)
Un nuevo impulso a la colonización francesa en el siglo XVII fue emprendido con las expediciones de René Robert Cavelier de La Salle y Henri de Tonti en los ríos Ohio y Misisipi que culminó con el establecimiento de Luisiana en 1699 con capital en Fuerte Luis de la Luisiana (Mobile). De 1698 data la expedición de Pierre Le Moyne d'Iberville por la costa del Golfo de México y el fuerte Marurepas (Ocean Springs) en territorio de los indígenas biloxi. La exploración francesa del oeste continuó hasta el siglo XVIII. Amenazando la soberanía española del septentrión de Nueva España, en 1714, Louis Juchereau de Saint-Denis remontó el río Rojo y llegó al río Grande.

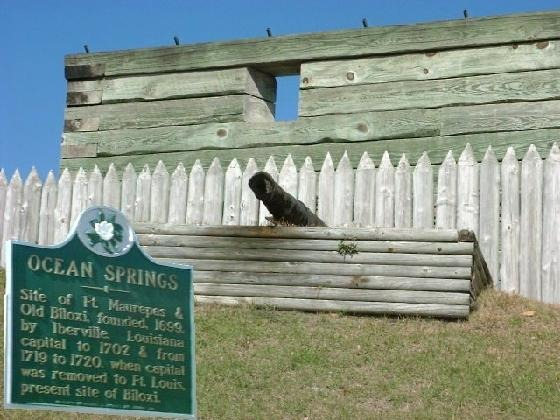
Sitio arqueológico de fort Maurepas (1698) actual Ocean Springs (Misisipi, EE.UU)
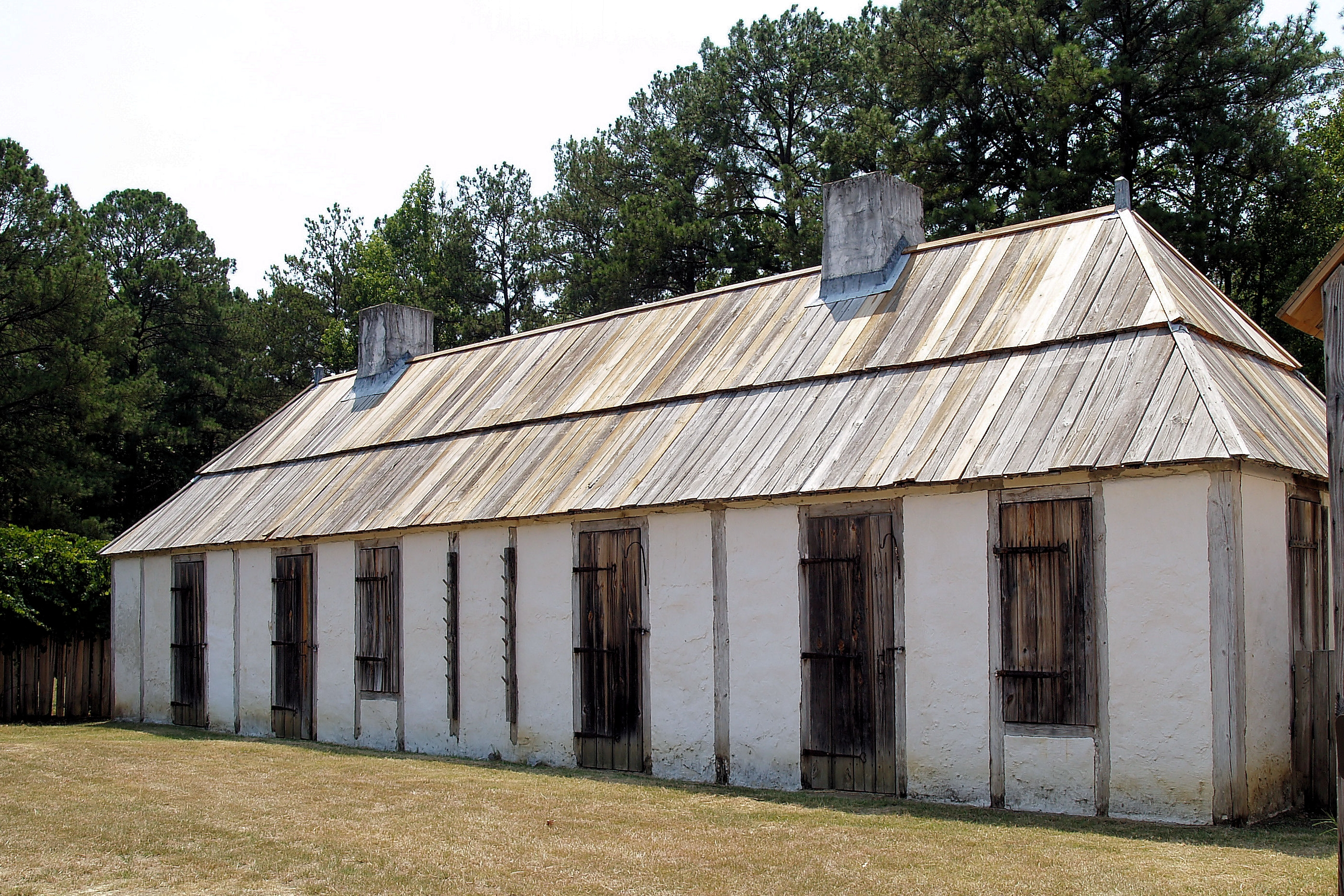
Sitio arqueológico de fort Toulouse fundado en 1717 (Wetumpka, Alabama, EE.UU.)
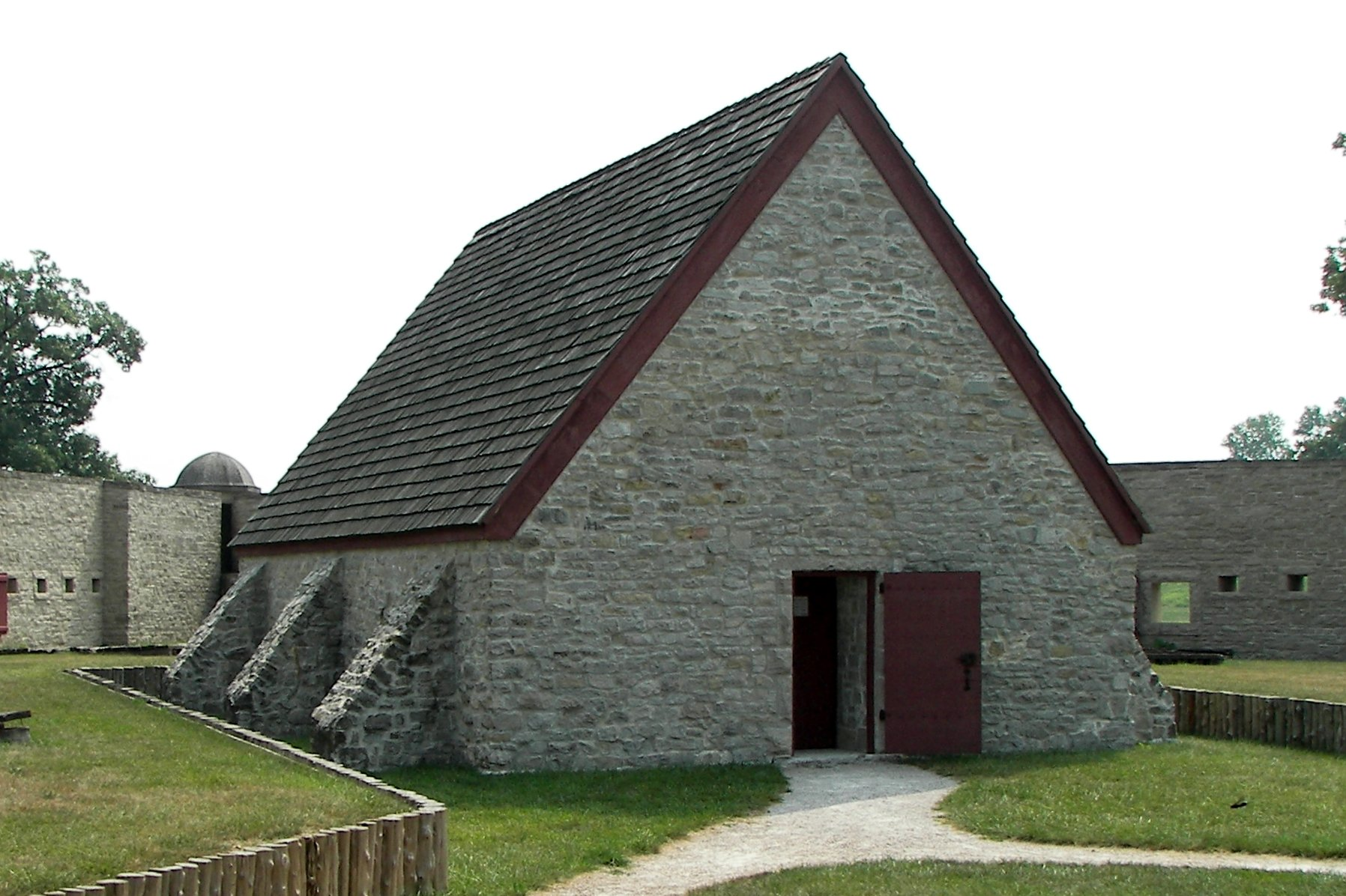
Sitio arqueológico del fuerte de Chartes de 1720 (Prairie du Rocher, Illinois, EE.UU.)

La ciudad de Nueva Orleans (1718) se convirtió en el más importante centro de comercio de Norteamérica durante los siglos xviii y buena parte del XIX.
Otras exploraciones francesas fueron las de Étienne Véniard de Bourgmont en el río Misuri o la de Jean-Baptiste Bénard de la Harpe en el río Arkansas en el país de los caddo (1721). Además, en 1738 el comerciante peletero Pierre de la Verendrye alcanzó el territorio de los indígenas mandans realizando la primera exploración europea de Dakota del Norte y Manitoba. En 1739, Pierre y Paul Mallet exploraron las montañas Rocosas desde río Platte.
Tras la guerra de los Siete Años, el Tratado de París (1763) supuso la pérdida de la mayor parte de las colonias francesas en América. La Luisiana fue cedida a España, quien a su vez cedió La Florida al imperio Inglés. Bajo soberanía española se acogió a los 4000 acadianos expulsados de la Acacia francesa por Reino Unido, dando lugar a la actual región Acadiana.
En época napoleónica, durante el periodo del Consulado de la Primera República francesa, Francia recuperó La Luisiana bajo el pretexto de cederle a Carlos IV de España el efímero reino de Eturi (por el Tratado de San Ildefonso (1803). Sin embargo, la derrota de la expedición de Saint-Domingue (1803) durante la guerra de Independencia Haitiana y la necesidad de financiar las guerras Napoleónicas llevaron a la venta de La Luisiana a Estados Unidos de América en abril de 1803.

### México (1863-1867)
Tras la invasión de México de 1862, Napoleón III estableció el gobierno títere del Segundo Imperio mexicano. Tras la retirada del ejército francés en 1865 y gracias al apoyo de los estadounidenses Grant y Sheridan, en 1867 Juárez restauró la independencia de México.

### Isla Clipperton (1858-actualidad)
En época de Napoleón III Francia se anexionó el atolón Clipperton. Tras diversas disputas con EE. UU. y México, la soberanía sobre estas islas le fue reconocida en 1931.

## Centroamérica y el Caribe

### Saint-Domingue (1625-1804)
Los inicios de la colonización francesa de Haití datan de los asentamientos de bucaneros en Isla de la Tortuga a partir de 1625, cuyo principal interés era atacar los intereses del imperio español hispanoamericano. De 1670 data Cap-Français, fundada por el bucanero Pierre Lelong en las inmediaciones de la antigua Puerto Real española abandonada en 1578. En 1694 fue la base del ataque sobre la Jamaica inglesa promovido por Jean-Baptiste du Casse de la Compañía de Senegal por el control del comercio de esclavos africanos, dando lugar al inicio del comercio y empleo de esclavos africanos en Saint-Domingue por la Compañía de Santo Domingo. Tras la guerra de los Nueve Años, el Tratado de Ryswick (1697) reconoció la soberanía francesa al tercio occidental de la isla de La Española.

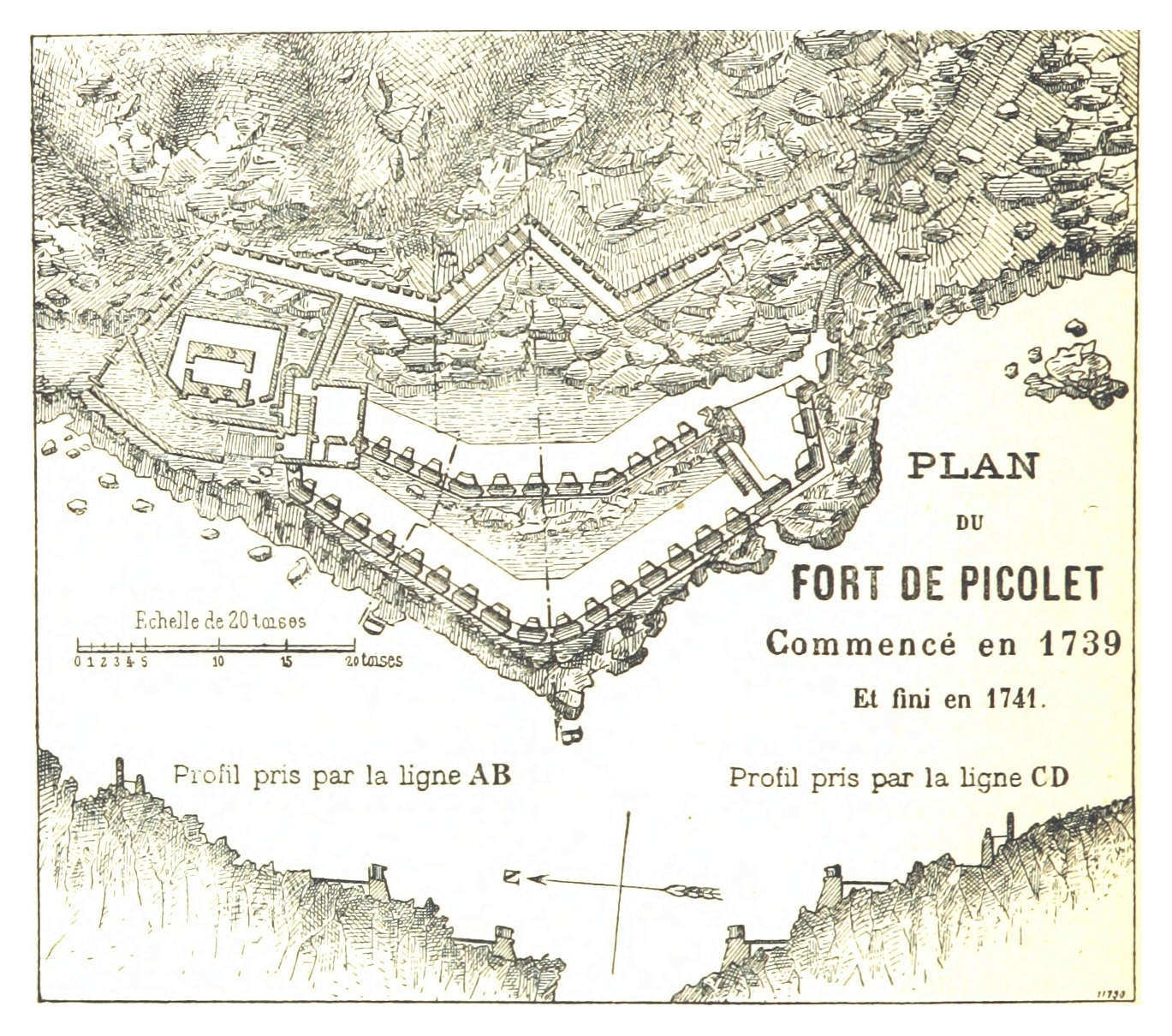
Fuerte de Picolet (1739) en Cabo Haitiano
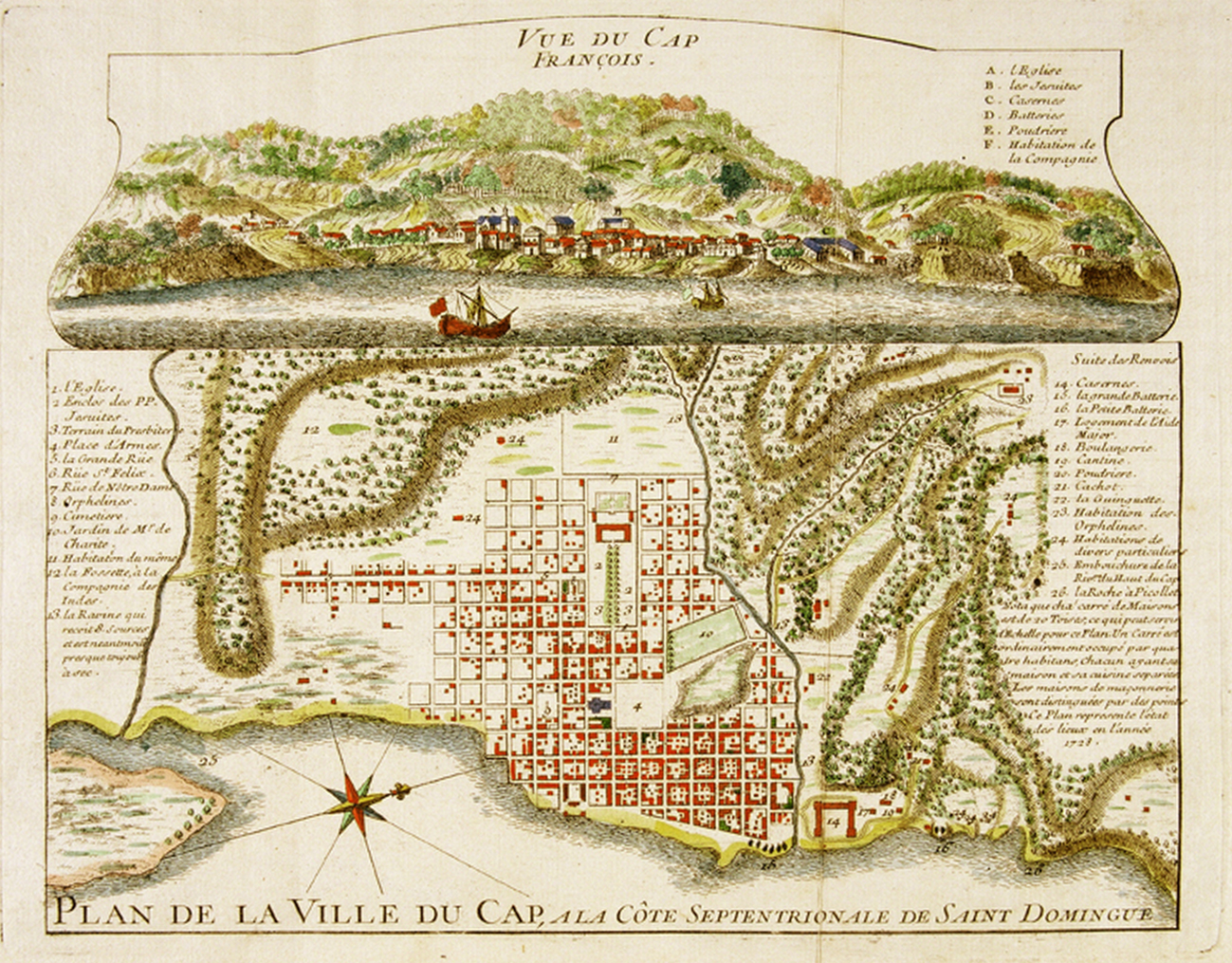
Cabo Haitiano (1728)

Durante el siglo XVIII Saint-Domingue experimentó un auge económico por la producción de caña de azúcar, algodón, cacao y tabaco con mano de obra esclava procedente del comercio triangular, ya fuera de la colonia francesa de Gorea (Senegal), o de otros comerciantes de esclavos europeos. La colonia fue considerada La Perla del Caribe. En 1791 el jamaicano Dutty Boukman y Toussaint Louverture de Saint Domingue promovieron una gran rebelión de los esclavos. De 1794 la Revolución Francesa abolió la esclavitud, que fue reinstaurada en 1802 por Napoleón. La inestabilidad de las guerras de Coalición fue aprovechada por Inglaterra, que invadió Saint Domingue hasta su expulsión 1798, y por España desde la vecina Capitanía general de Santo Domingo. Finalmente Haití se proclamó independiente en 1804. 

### Capitanía de Santo Domingo francesa (1795-1809)
En 1795 la Paz de Basilea otorgó a Francia el control de la capitanía de Santo Domingo francesa (República Dominicana) hasta 1809.

### Antillas menores (siglos XVII-XVIII)
El imperio francés colonizó un amplio número de las Antillas menores, que frecuentemente cambiaban de mano entre el resto de potencias europeas, como Inglaterra, Países Bajos, Suecia o Dinamarca. 
Algunas islas bajo soberanía francesa fueron islas, San Cristóbal (1625-1782), San Vicente (1635-1660), Santa Cruz (1650-1733), Granada (1650-1762), Santa Lucía (siglos XVI-XIX) o Turcas y Caicos (1783), Tobago (1783-1815). 

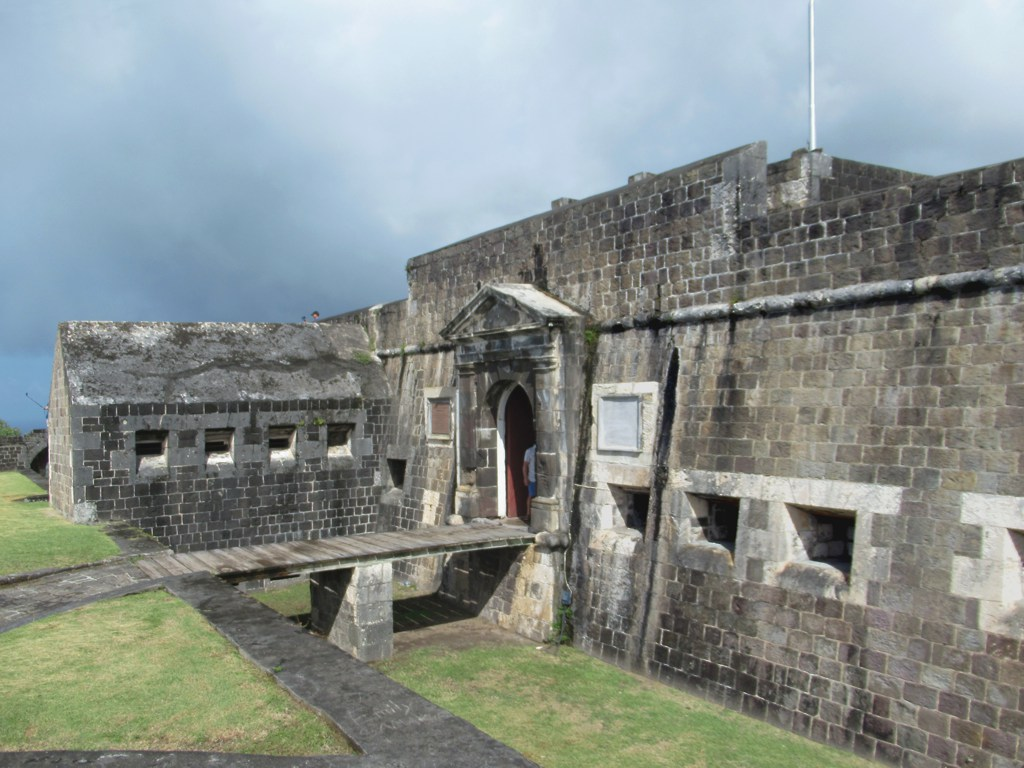
Fortaleza de Brimstone Hill (1689) (San Cristóbal)
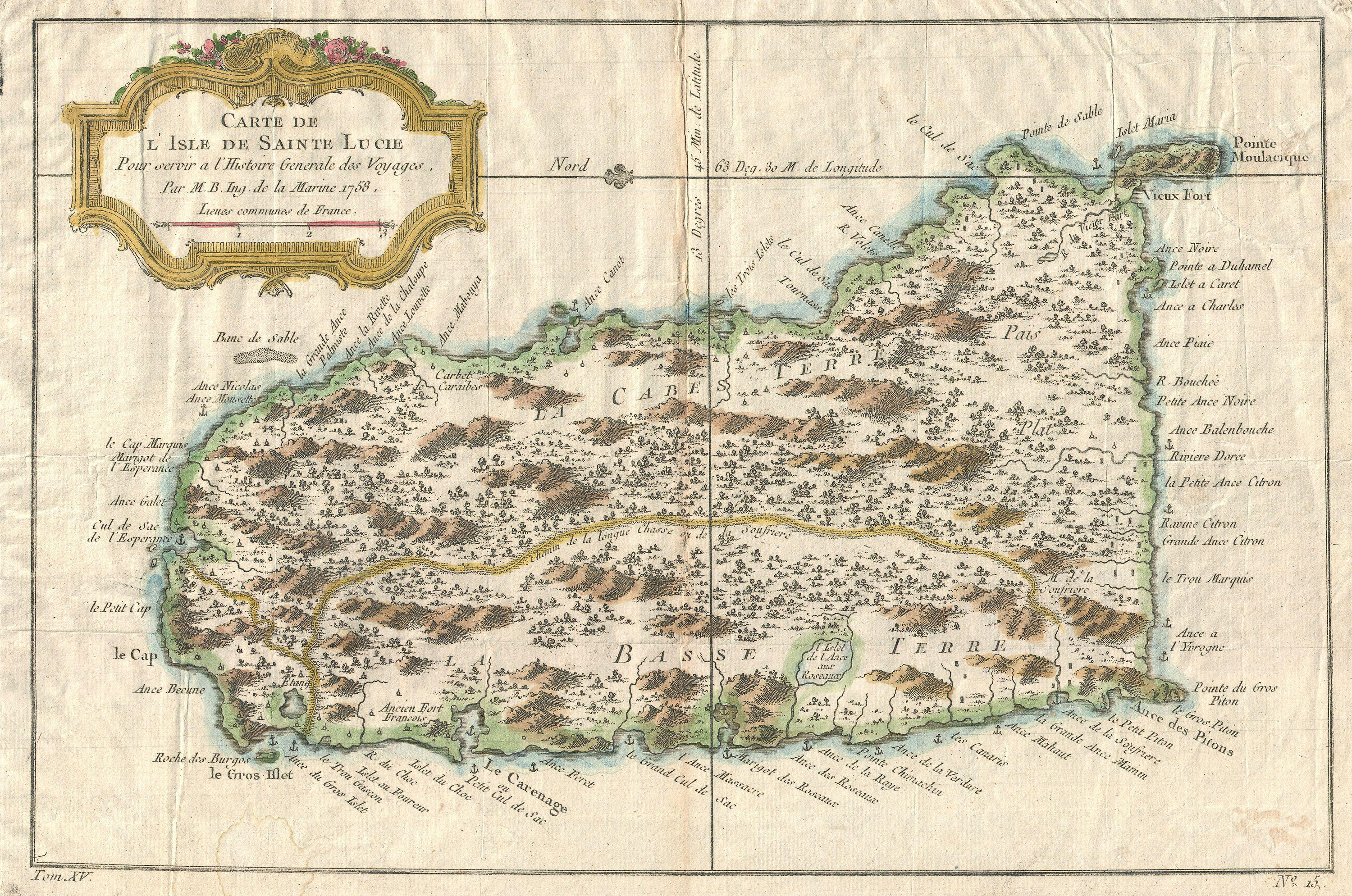
Mapa de Jacques-Nicolas Bellin de Santa Lucía (1758)
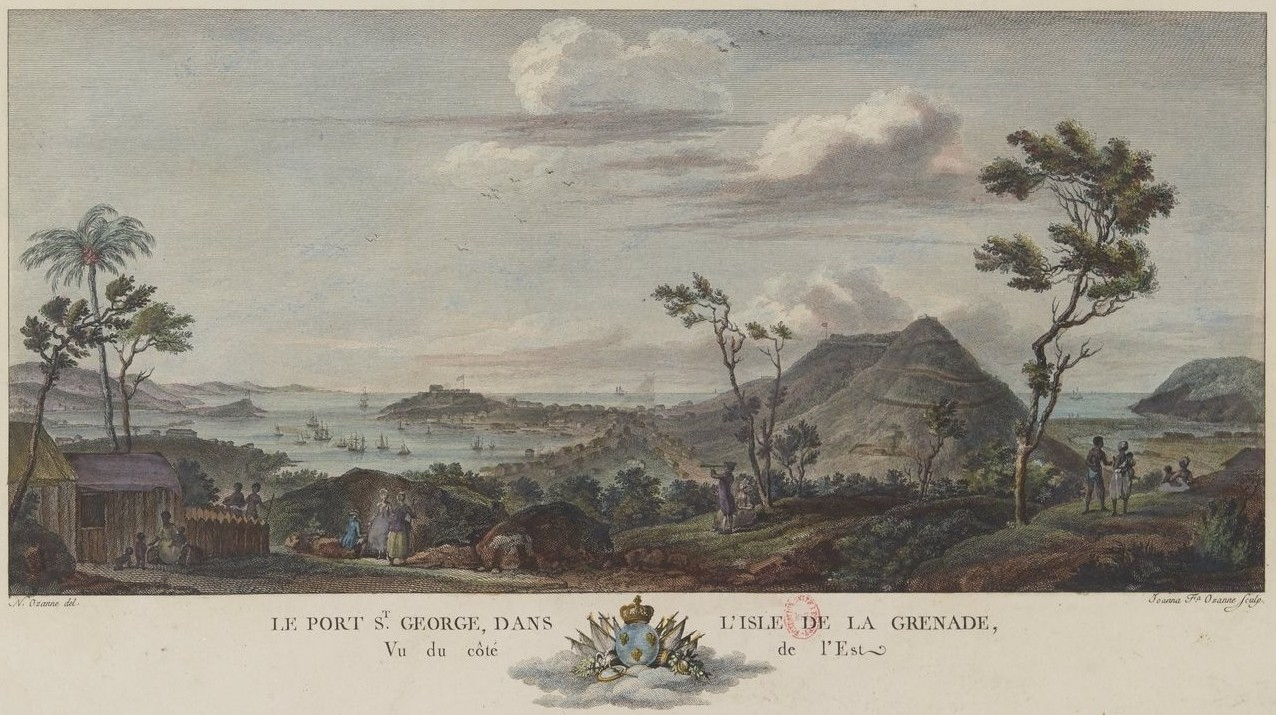
Saint George (1776) en Granada.

### Antillas Francesas (sigloXVI- actualidad)
El comercio e importación de esclavos africanos fue desarrollado la Compañía Francesa de las Indias Orientales a partir de 1720. La esclavitud en las Antillas francesas de Guadalupe, Martinica y Reunión fue abolida1848 con una emancipación general e incondicional. Actualmente Guadalupe, Martinica, San Bartolomé y San Martín, entre otras, constituyen las Antillas Francesas.

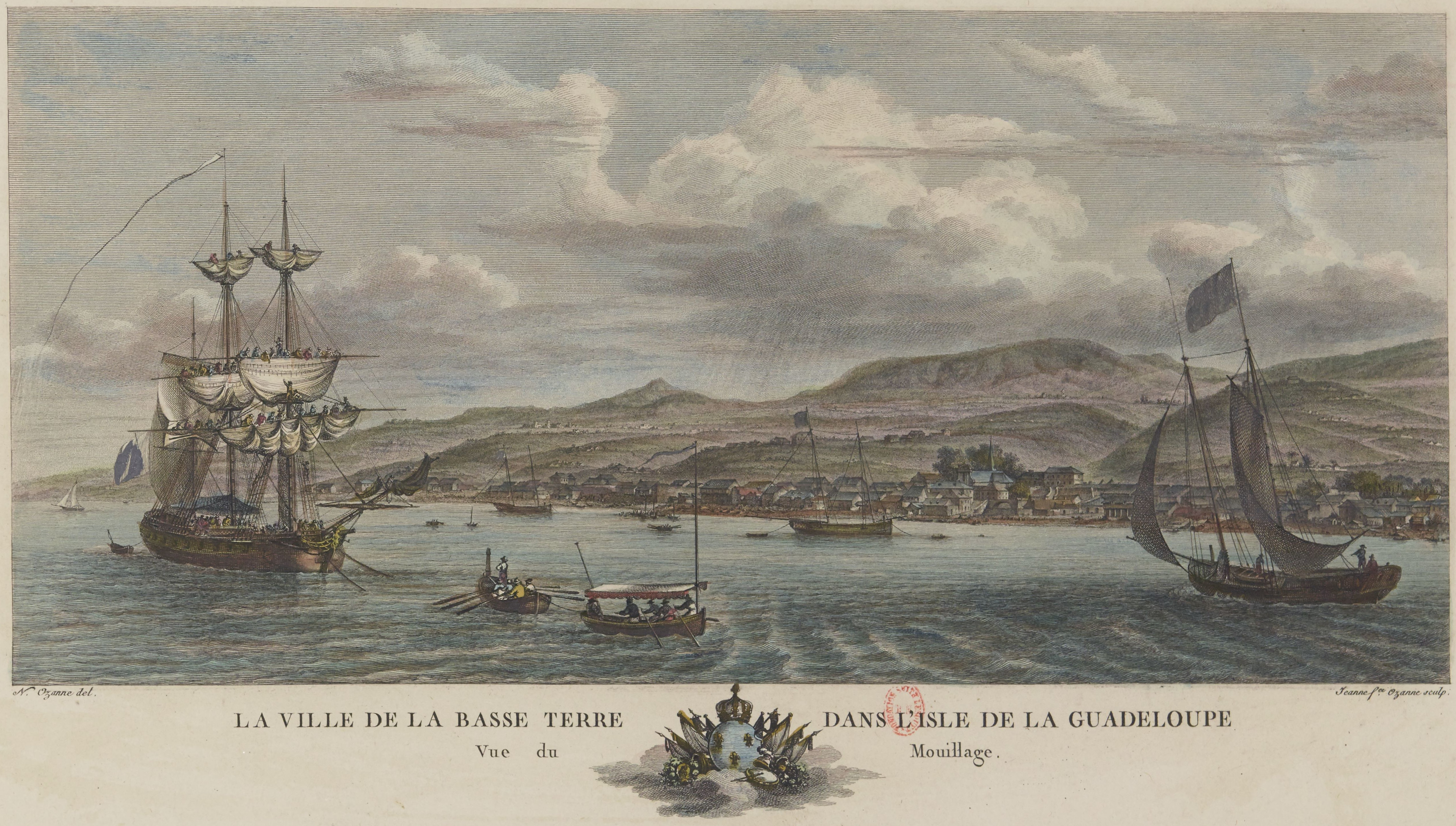
Navíos de la flota francesa en Guadalupe (1776)
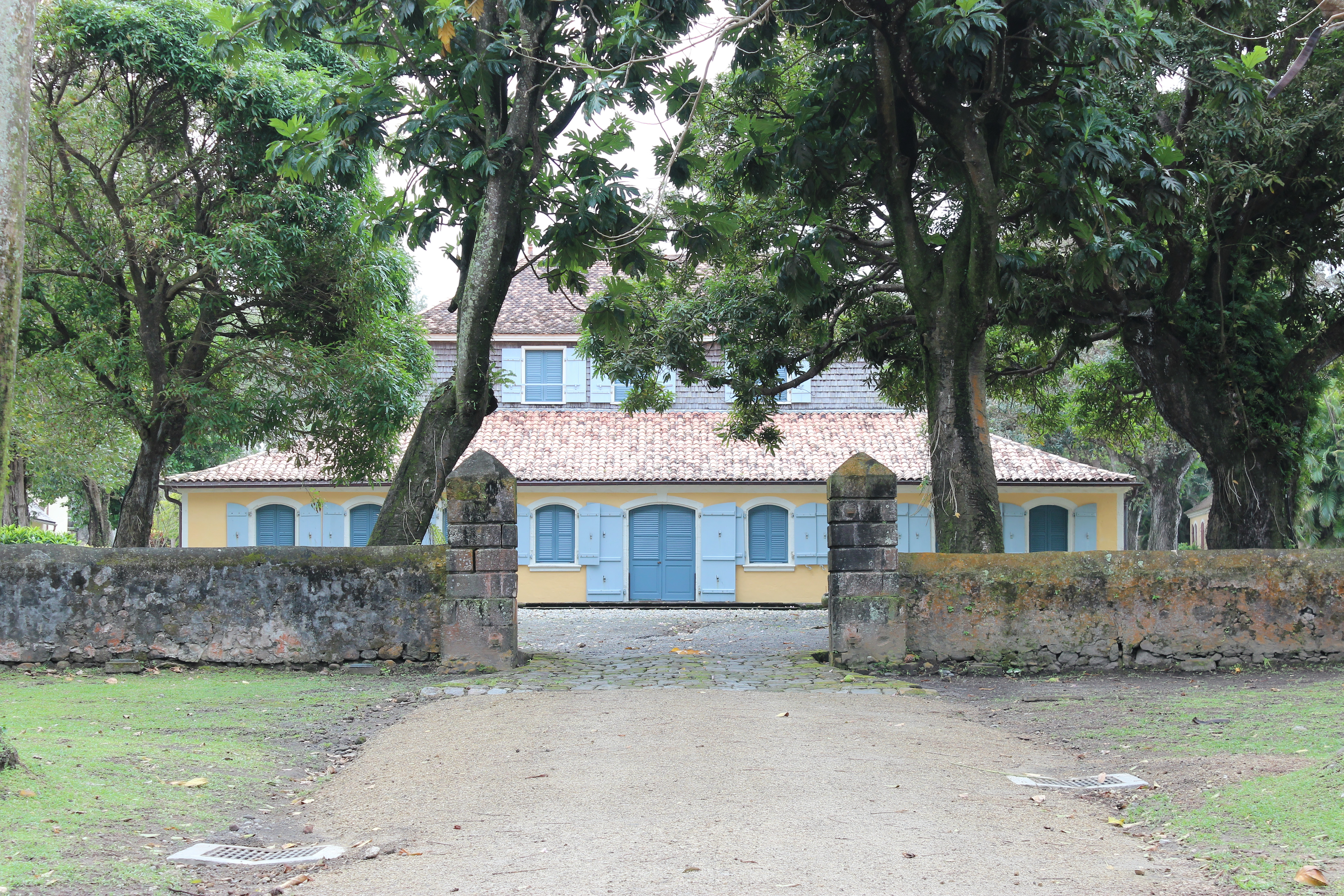
Casa grande de la plantación Pécoul (Martinica)

## América del Sur

### Francia Antártica (1555-1567)
Precedido por la ocupación de île Saint-Alexis (Pernambuco, Brasil) en 1531 y exploración de Giovanni da Verrazzano en 1553, en 1554 Enrique II encomendó a Nicolas Durand de Villegagnon una ambiciosa expedición para el establecimiento de una colonia francesa con la fundación del fuerte Coligny en la isla de Villagagnon (Río de Janeiro, Brasil) en territorio de los indígenas Tupinambá bajo soberanía portuguesa del Estado de Brasil. Además, en 1557 la iglesia calvinista se aseguró la influencia en esta colonia mientras en Francia se desarrollaban las guerras de Religión. De esta época data Particularidades de la Francia Antártica de André Thevet. Ante la amenaza francesa, el gobernador portugués Mem de Sá evacuó la colonia en 1560. Sin embargo, Francia continuó realizando campañas militares para dificultar el establecimiento de los portugueses sobre el territorio, atacando en 1567 a la expedición de Manuel da Nóbrega y al fuerte de Sao Joao da Barra de Río de Janeiro (Urca, Río de Janeiro), así como apoyando la revuelta de los tamoios contra los portugueses. 

### Guayana Francesa (1604-actualidad)

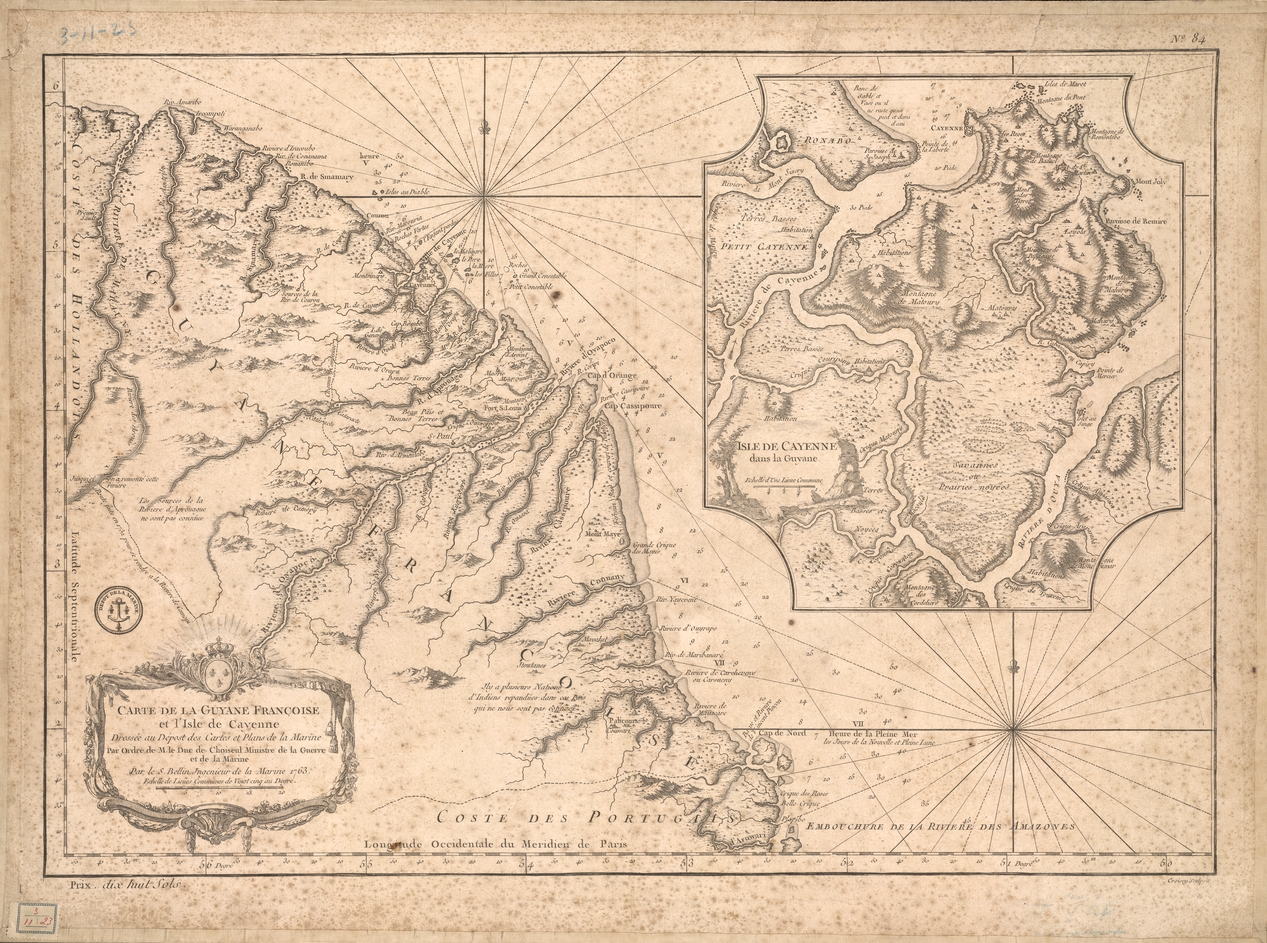
Mapa de Guyana francesa e isla de Cayena (1763)

El primer intento de establecer una colonia en la Guayana Francesa data de 1604, cuando los franceses fueron expulsados por los indígenas kali´ña. Un segundo intento fallido lo constituye la fundación de Fort Cépérou (Cayenne) por la Compañía de Ruan en 1643, abandonado tras la rebelión de los indígenas kali'ña.Los intentos anexionistas de Países Bajos ocasionaron sucesivos establecimientos promovidos por la WIC neerlandesa en el siglo xvii, a la vez que la colonia prosperaba producción agrícola con mano de obra esclava procedente del comercio triangular. 

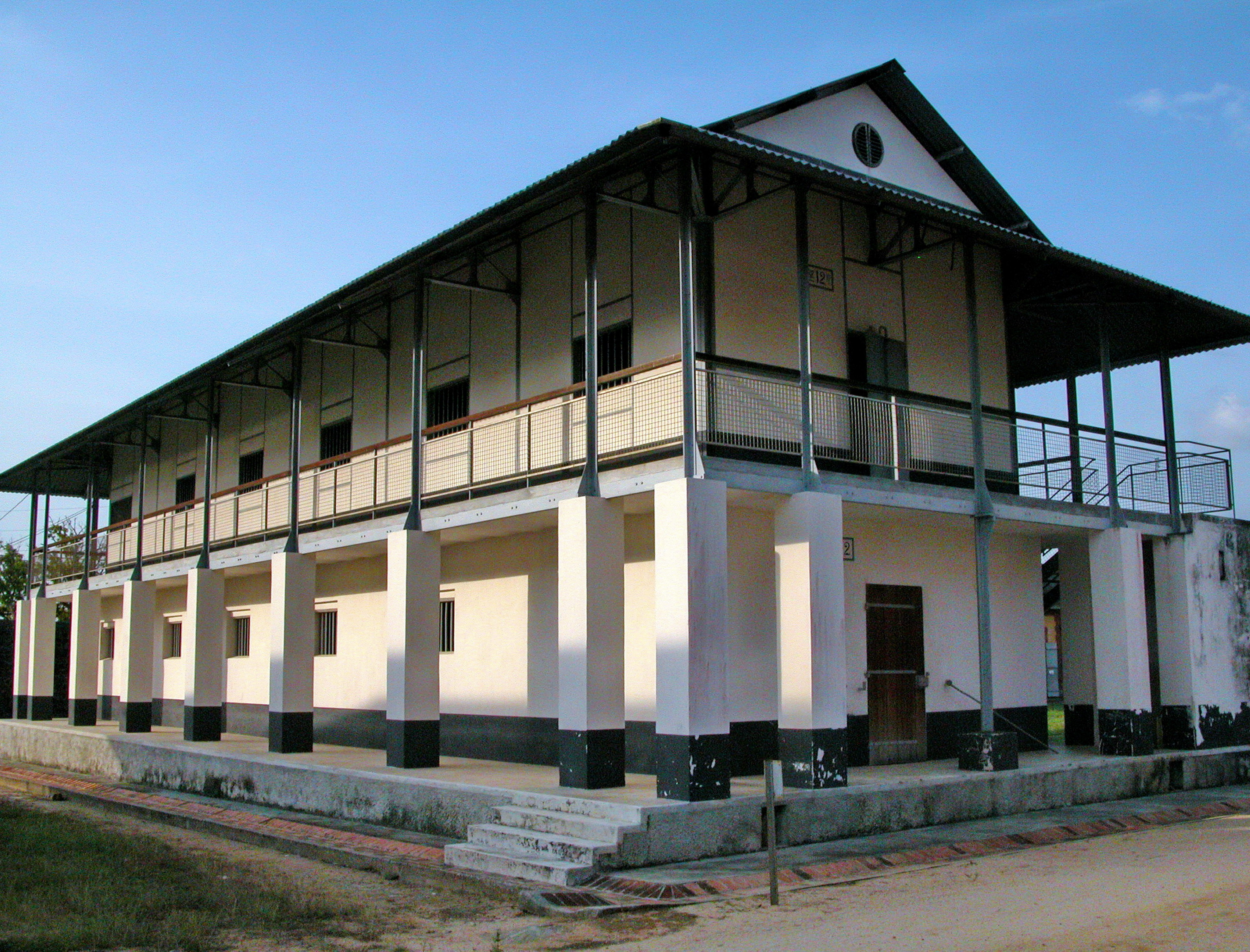
Colonia penitenciaria de Bagne de Cayene (Cayena, Guyana Francesa)

En 1764 el duque de Choiseul promovió la fallida expedición de Kourou, donde perecieron miles de colonos europeos atraídos por las oportunidades de la costa Salvaje. Guyana entró en decadencia por la prohibición de la esclavitud de 1794, que fue restablecida por Napoleón en 1802. Durante las guerras napoleónicas Guyana fue ocupada de 1809 a 1814 por Portugal con el apoyo de Inglaterra. La esclavitud fue abolida en 1848, ocasionando la huida a Guyana de esclavos procedentes de Brasil para lograr su emancipación, y la importación de mano de obra barata culí. Guyana fue empleada como colonia penitenciaria para opositores políticos y presos militares y civiles de 1795 a 1953 con las prisiones de Cayena, Sinnamary, Crique Anguille, isla del Diablo y Saint-Laurent-du-Maroni. A principios del siglo XX se resolvieron las disputas fronterizas con Brasil y con Países Bajos (Surinam) y se produjo el auge de la minería de oro.
En 1946 Guyana obtuvo el estatus de Departamento y de 1965 data el Puerto Espacial Guyanés.

### 1695-1700: tentativas frustradas de colonización francesa en el Estrecho de Magallanes

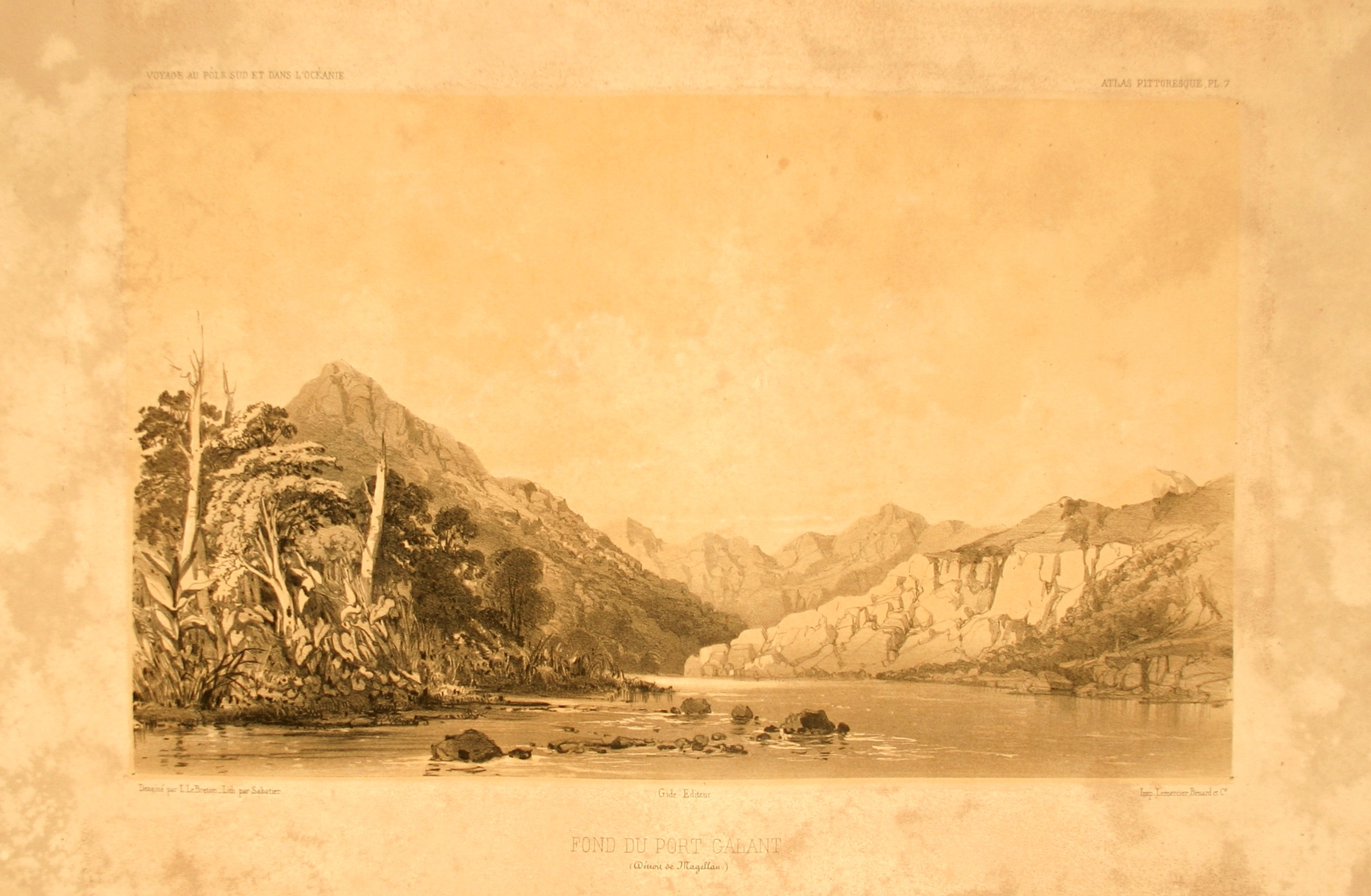
Puerto Gallant (Port Galant en francés) un lugar considerado por las autoridades del gobierno de Luis XIV como ubicación tentativa para establecer una colonia francesa en Magallanes que no llegó a concretarse. El grabado corresponde a las publicaciones de la posterior expedición de Julio César Dumont d'Urvill, quien volvería a sugerir al almirantazgo francés establecer una posesión en la zona magallánica en el.

La corona francesa envió dos expediciones estatales al Estrecho de Magallanes, la de Jean Baptiste de Gennes (1695-1697) y la de Jacques Gouin de Beauchêne (1698-1700), que exploraron la costa, aunque fallaron en el objetivo inicial que las guiaba, según el historiador Mateo Martinic, instalar un establecimiento colonial en Puerto Gallant (Port Galant en francés) o algún sitio de las inmediaciones que les sirviera de base en la región.
La primera de ellas, la de De Gennes, se organizó a partir del cabildeo del bucanero Macerty, compañero de la aventura pirática de Raveneau de Lussan en el Pacífico americano, quien sugirió a las autoridades francesas establecer una colonia en el extremos sur de América. Se reclutaron 720 hombres y existió gran apoyo de Luis XIV, quien le ofreció al comandante De Gennes los buques que requiriera.Pero la expedición perdió tiempo en incursiones en la costa africana y una larga recalada en Río de Janeiro,  llegando a Magallanes cuando el verano terminaba. Así que, como los vientos contrarios no les permitían trasponer el Estrecho, finalmente decidieron, acosados por el hambre, regresar a su patria a mediados de abril de 1696. Barros Arana señala que:

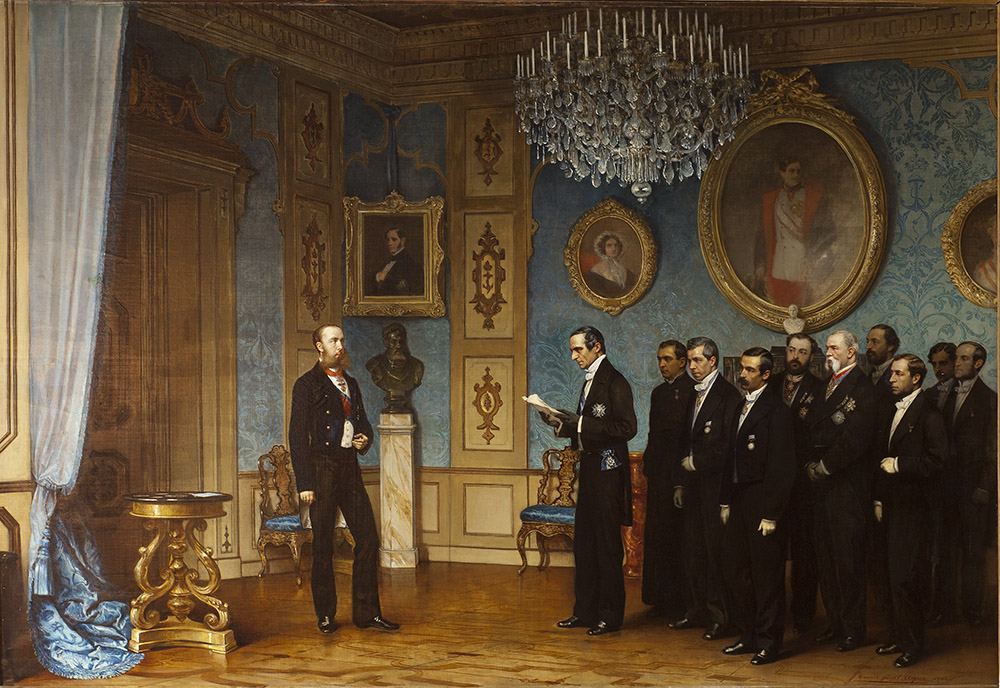
La delegación mexicana proclama a Maximiliano de Austria Emperador de México (1864)

"Este resultado tan poco satisfactorio, y que los expedicionarios atribuían a efecto de la estación y de los vientos, revelaba que ellos no poseían las dotes de carácter ni la pericia de marinos de los que con recursos mucho más modestos habían ejecutado en aquellos mares proezas verdaderamente maravillosas"
Diego Barros Arana. Historia general de Chile. Tomo V, pp. 204-205.

La expedición de Gennes hizo cundir cierta alarma entre las autoridades españolas. En 1695 el rey Carlos II de España comunicaba al gobernador de Chile, Tomás Marín de Poveda, que los franceses habían capturado la "Isla de Castro" (Chiloé) bajo el mando de cierto piloto "Bartolomé Duponte". Marín de Poveda, a su vez, mejor conocedor del terreno, descartaba la noticia y corregía la nomenclatura geográfica errónea que le hacían llegar desde Madrid.En 1697 el mismo Marín de Poveda comunicaba a la corte que un tal Francisco de Robles, antiguo prisionero español de la expedición Gennes, había logrado huir y llegar a Buenos Aires, donde contó del fracaso de la empresa, pero también de las intenciones de los franceses de volver a intentarlo el año siguiente, por lo que el historiador Barros Arana concluye que probablemente hubiesen retornado, de no ser por la firma de una de las tantas paces entre Francia y España.

### Francia Equinoccial (1612-1615)
Los intentos del imperio francés por establecerse en el Brasil portugués fueron retomados con el intento de establecer la colonia de la Francia Equinoccial. En 1612 Daniel de La Touche y François de Razilly fundaron Saint-Louis de Maragnan (actual São Luís, Maranhão, Brasil) en época de la regencia de María de Médici. Ante la amenaza francesa, en 1614 fueron evacuados por los portugueses en un campaña dirigida por Jerônimo de Albuquerque. El interés francés en la zona no decayó, fundándose Cayena (1635) al norte en la actual Guyana francesa.

### Islas Malvinas (1763-1766)
En 1764 Louis Antoine de Bougainville fundó Port Saint Louis en las islas Malvinas. El territorio se encontraba bajo la soberanía del virreinato del Perú español, asegurada mediante el pago de una compensación económica a cambio del abandono de los franceses de las islas.

### 1843-1847: Planes franceses de anexión colonial en Patagonia y tensiones con Chile.

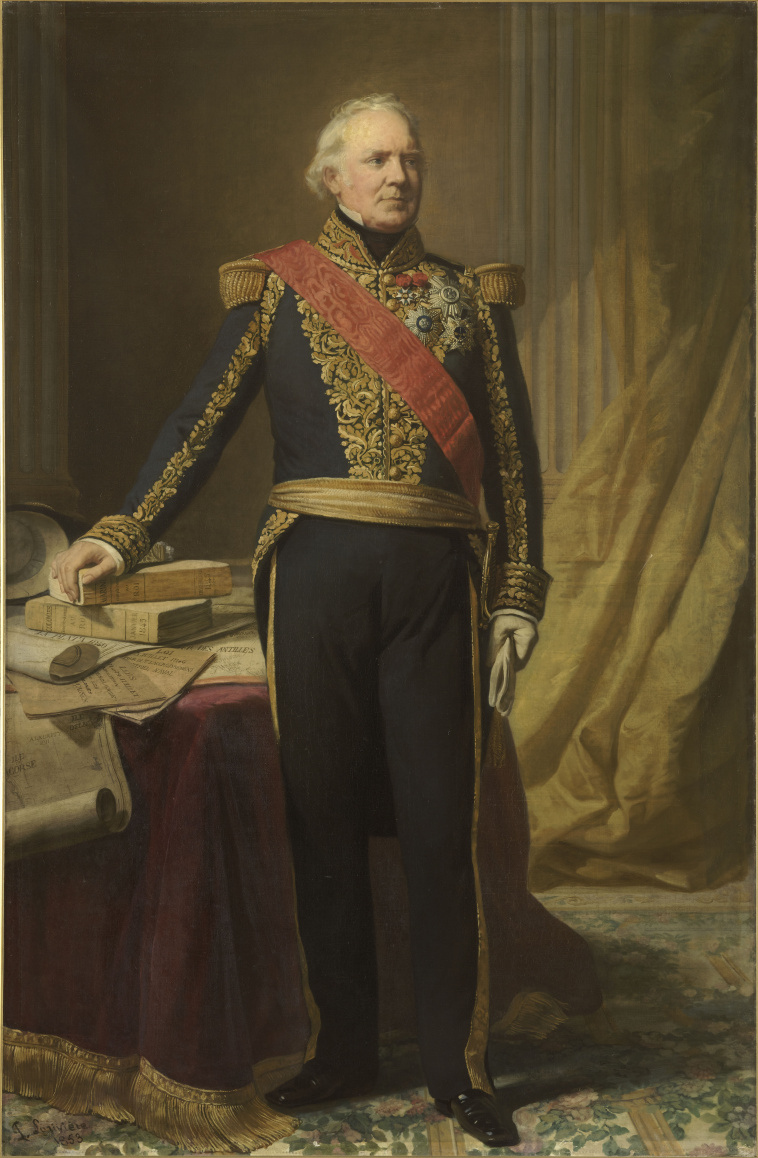
El ahora ministro de Marina de Francia, Almirante Mackau. En 1845, dos años después del establecimiento de Fuerte Bulnes, aún despachaba en misión secreta a la corbeta Gassendi, a buscar un lugar para una colonia y presidio francés en el Estrecho de Magallanes o las costas patagónicas circundantes, animado por informes que le narraban las dificultades del establecimiento chileno en la zona. Mackau había sido capitán de una fragata en estación Chile en la década de 1820 y jefe de las fuerzas que bloquearon el Río de la Plata en

Las relaciones de Chile con Francia se agriaron, debido con el intención de Francia de desarrollar una colonización o anexión en el Estrecho de Magallanes, en años en que eran recientes otras acciones de intervencionismo francés en América Latina, como el bloqueo francés al Río de la Plata (1838-1840) y la primera intervención francesa en México, también conocida como guerra de los Pasteles (1838-1839). Tras sus exploraciones de 1837, el navegante francés Julio César Dumont d'Urville, al volver a su metrópolis imperial, propuso el establecimiento de una colonia francesa en la zona magallánica. De manera que la toma de posesión del Estrecho de Magallanes realizada por Chile en 1843 ocurrió cuando Francia había enviado un barco, el Phaeton, que rumbo a las Islas Marquesas debía explorar la zona con vistas a un posterior implementación del proyecto imperialista de Dumont d'Urville, lo que llevó a un incidente o desencuentro, que no pasó a mayores pues el capitán del vapor Phaeton, Louis Maissin, que tenía orden ubicar el lugar para un futuro establecimiento galo, evitó caer en abiertos reclamos de soberanía sobre el territorio magallánicos frente a los enviado chilenos en el terreno, mandados por el oficial de la armada chilena Juan Guillermos (Williams), quienes efectivamente fundaron su propia colonia, Fuerte Bulnes, lo que frustró y postergó en lo inmediato el plan francés.
Pero Francia, animada por informes de sus diplomáticos en Chile que hablaban de la extrema precariedad del establecimiento chileno en Magallanes, continuó contemplando el proyecto de establecer su propia colonia o posesión en la región. El cónsul francés en Santiago, Henri de Cazzote, animaba esta posibilidad, pues en su opinión Chile simplemente no podría siquiera desarrollar su propia colonización en la zona:

"Continúo manteniendo la opinión que había concebido al respecto, es decir, creo que todo se limitará a un comienzo de ejecución, pues Chile no se encuentra todavía bastante avanzado en desarrollo, ni posee la suficiente población como para ocuparse de una empresa que presentaría numerosas dificultades, incluso para una gran potencia marítima".
Henri de Cazotte, cónsul francés en Santiago.

Coincidía también el cónsul en Valparaíso, Blanche, en la oportunidad de ocupar el Estrecho, sugiriendo establecer una ruta de vapores franceses entre Río de Janeiro y Valparaíso.

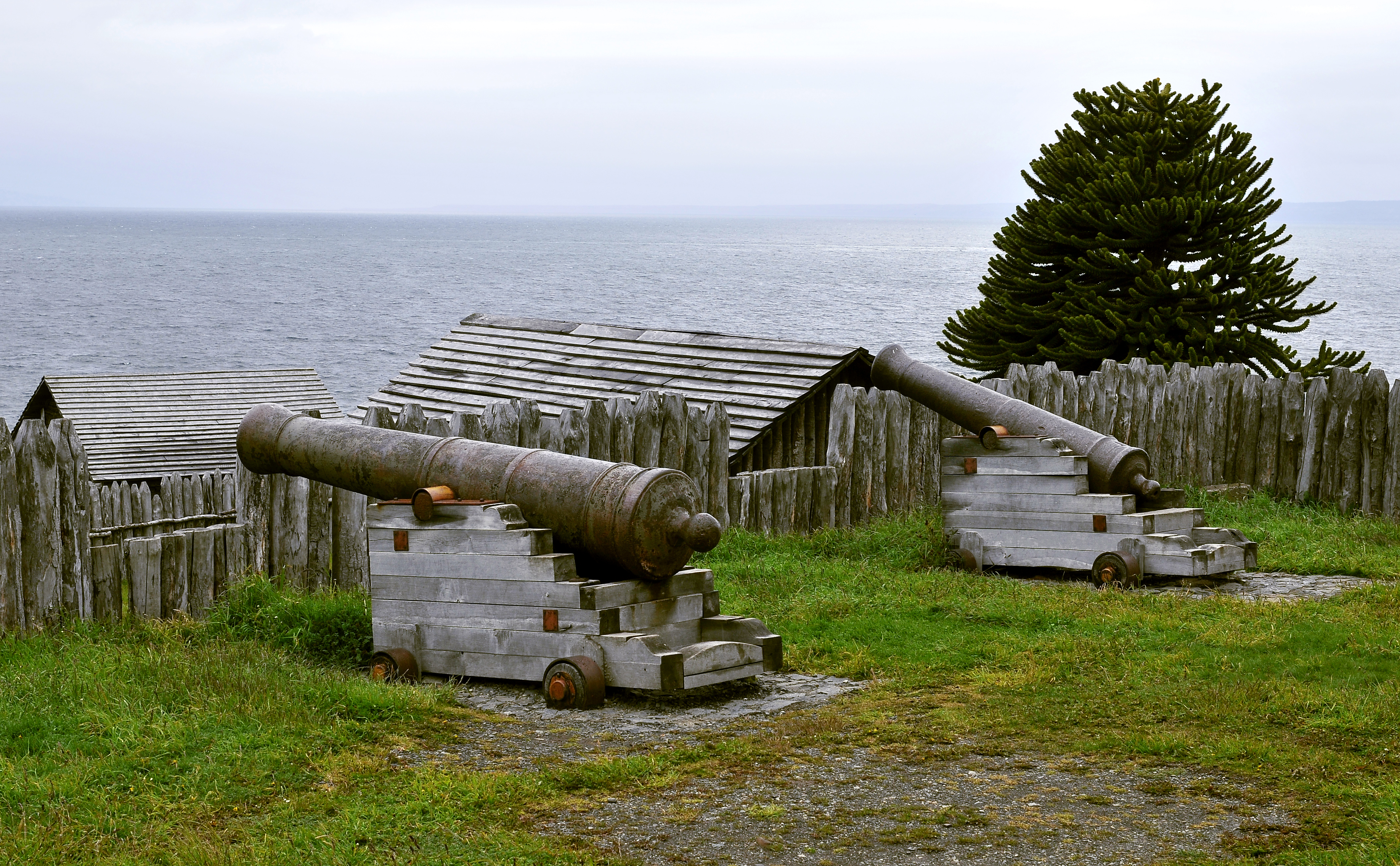
Restos reconstruidos del Fuerte Bulnes, el establecimiento chileno que, con su fundación en 1843, se interpuso en los plantes del Ministerio de Marina de Francia de tomar el Estrecho de Magallanes o instalar una colonia en sus inmediaciones.

En ese contexto se despachó en 1845 un nuevo barco, la corbeta Gassendi bajo el mando del capitán Jules Janvier, que de camino a las Islas Marquesas francesas debía cerciorarse del estado del establecimiento chileno en el Estrecho, recoger informaciones sobre el probable futuro de Fuerte Bulnes y sobre los recursos de carbón en la zona para un eventual proyecto de remolcadores en el estrecho. El almirante Ange René Armand de Mackau, ministro de Marina de Francia (quien tenía experiencia en Latinoamérica y el Cono Sur, pues también había impuesto la deuda de 150 millones de francos de oro a Haití por el reconocimiento de su independencia por Francia y comandado el bloqueo del Río de la Plata que terminó en el Tratado Mackau-Arana en 1840), adjuntó las siguientes instrucciones:

"He dado a vuestra misión en esos parajes un fin de interés más directo y que me he reservado transmitírselo en este mensaje especial y absolutamente confidencial. (...) En el curso de los últimos años, con frecuencia se ha puesto la atención en la utilidad que podría tener para la Francia el fundar un establecimiento en el interior o en las costas del Estrecho de Magallanes. Dos documentos, que le remito adjuntos a este mensaje, y que consisten en una nota impresa del contralmirante Rigodit y en una memoria no publicada del señor Vincendon Dumoulin, ingeniero hidrógrafo de la marina, desarrollan diversas proposiciones sobre este asunto. Estos documentos parecen estar de acuerdo con la proposición de crear, en esas regiones, un establecimiento que ofrecería condiciones muy favorables ya sea como complemento comercial y político de los establecimientos franceses de Oceanía, o como lugar de deportación para satisfacer las próximas exigencias de la penitenciaría".
Almirante Mackau

Mackau, que también urgía a explorar otras locaciones alternativas para la base o presidio (como Guafo y Madre de Dios), recomendaba explícitamente prudencia y disimulo, evitando cualquier acto de ocupación que levantara sospechas, dando instrucciones perentorias sobre el secreto del asunto y para que las comunicaciones que se enviaran al ministerio en doble sobre.
Los archivos franceses tratan este proyecto hasta 1847, cuando se intercambian informaciones sobre el traslado de Fuerte Bulnes a Punta Arenas, en las que se renuevan una y otra vez la opinión de que los esfuerzos chilenos estaban condenados al fracaso.De manera que, desde la expedición de Jean Baptiste de Gennes (1695),al menos hasta 1847, Francia contempló el plan y llevó a cabo acciones buscando una anexión expancionista en el extremo del Cono Sur. Algo que si se concretó sólo brevemente entre 1684 y 1687 en las vecinas Islas Malvinas, con el establecimiento de Port Saint Louis por Louis Antoine de Bougainville, que en el marco de las relaciones dinásticas y Pactos de Familia terminó traspasado a España (y luego a Argentina) como Puerto Soledad.
Otros territorios chilenos estuvieron en la mira del gobierno francés en la década de 1840 para desarrollar una empresa expansionista, que sirviera de base a sus comunicaciones y carboneo de sus buques en las navegaciones a la recientemente adquirida Polinesia Francesa. Estos fueron: la Isla Quiriquina, que fue propuesta para ser tomada y emplazar una base francesa por el cónsul en Valdivia, Auguste Bardel; elegir un punto de la costa de la Patagonia Oriental (entonces reclamada por Chile) era lo recomendado por el marino Auguste Lucas desde Papeete; la Isla Guafo (al sur de Chiloé) y la Isla Madre de Dios (en la costa occidental de la Patagonia), fueron sugeridas por el contraalmirante Claude Caprais Rigodit.